# Осикове (зупинний пункт)
Оси́кове (також 826 км) — пасажирський залізничний зупинний пункт Лиманської дирекції Донецької залізниці.
Розташований поблизу села Осикове, Сватівський район, Луганської області на лінії Кіндрашівська-Нова — Граківка між станціями Білокуракине (24 км) та Солідарний (7 км).
Через військову агресію Росії на сході України транспортне сполучення припинялося, проте з 30 травня 2016 року рух поїздів відновлено. Лінією Валуйки — Кіндрашівська почував курсувати приміський поїзд Кіндрашівська-Нова — Лантратівка, який робить зупинки лише по станціях.